# لويزا غاريت أندرسون
لويزا غاريت أندرسون، حائزة على وسام الإمبراطورية البريطانية (28 يوليو 1873م - 15 نوفمبر 1943م) كانت رائدة في مجال الطب والجراحة، وعضوة في الاتحاد النسائي الاجتماعي والسياسي ، وناشطة في مجال حقوق المرأة، ومصلحة اجتماعية. كانت ابنة رائدة الطب إليزابيث جاريت أندرسون ، التي كتبت سيرتها الذاتية عام 1939م.
كانت أندرسون كبيرة الجراحين في فيلق مستشفى النساء (WHC) وزميلة في الجمعية الملكية للطب . خالتها، السيدة ميليسنت فوسيت، هي بريطانية ناشطة في حق المرأة في الاقتراع . كانت شريكتها الطبيبة وناشطة حقوق المرأة فلورا موراي . من قريباتها أيضًا الطبيبة مونا تشالمرز واتسون التي دعمت أيضًا مناصرات حقوق المرأة وأسست الفيلق المساعد للجيش النسائي . 

## النشأة والتعليم
لويزا جاريت أندرسون كانت أكبر ثلاثة أطفال لإليزابيث جاريت أندرسون ، التي كانت أول امرأة تتأهل كطبيبة في بريطانيا، والمؤسسة المشاركة لمدرسة لندن للطب للنساء وأول امرأة منتخبة كعمدة في بريطانيا. أما والدها جيمس جورج سكيلتون أندرسون فكان تاجرًا ومالكًا لشركة نقليات مع عمه آرثر أندرسون .  تلقت لويزا تعليمها في مدرسة سانت ليوناردز في سانت أندروز وكلية لندن للطب للنساء، حيث حصلت على بكالوريوس الطب وبكالوريوس الجراحة في عام 1898م. حصلت لويزا على دكتوراه في الطب عام 1900م، وسجّلت في دراسات عليا أخرى في كلية الطب بجامعة جونز هوبكنز وسافرت لتشاهد العمليات الجراحية في باريس وشيكاغو. 

## حياتها المهنية المبكرة
على الرغم من تعليمها، لم تتمكن أندرسون من الانضمام إلى مستشفى رئيسي عام، حيث كان الموقف الاجتماعي يرفض أن تعالج المرأة الرجال والنساء. نتيجة لذلك، في عام 1902م، انضمت إلى المستشفى الجديد للنساء، وهو مستشفى مخصص للنساء فقط من تأسيس والدتها ويعالج النساء والأطفال. عملت أندرسون في البداية كجراحة مساعدة ولاحقًا كجراحة أولى. أجرت عمليات نسائية وعمليات جراحية عامة، وشاركت في نشر ورقة مع أخصائية علم الأمراض بالمستشفى عام 1908 تناقش فيها عمليات استئصال الرحم وتشريح 265 حالة من سرطان الرحم عولجت في المستشفى الجديد للنساء. 

## دعمها لحق الاقتراع

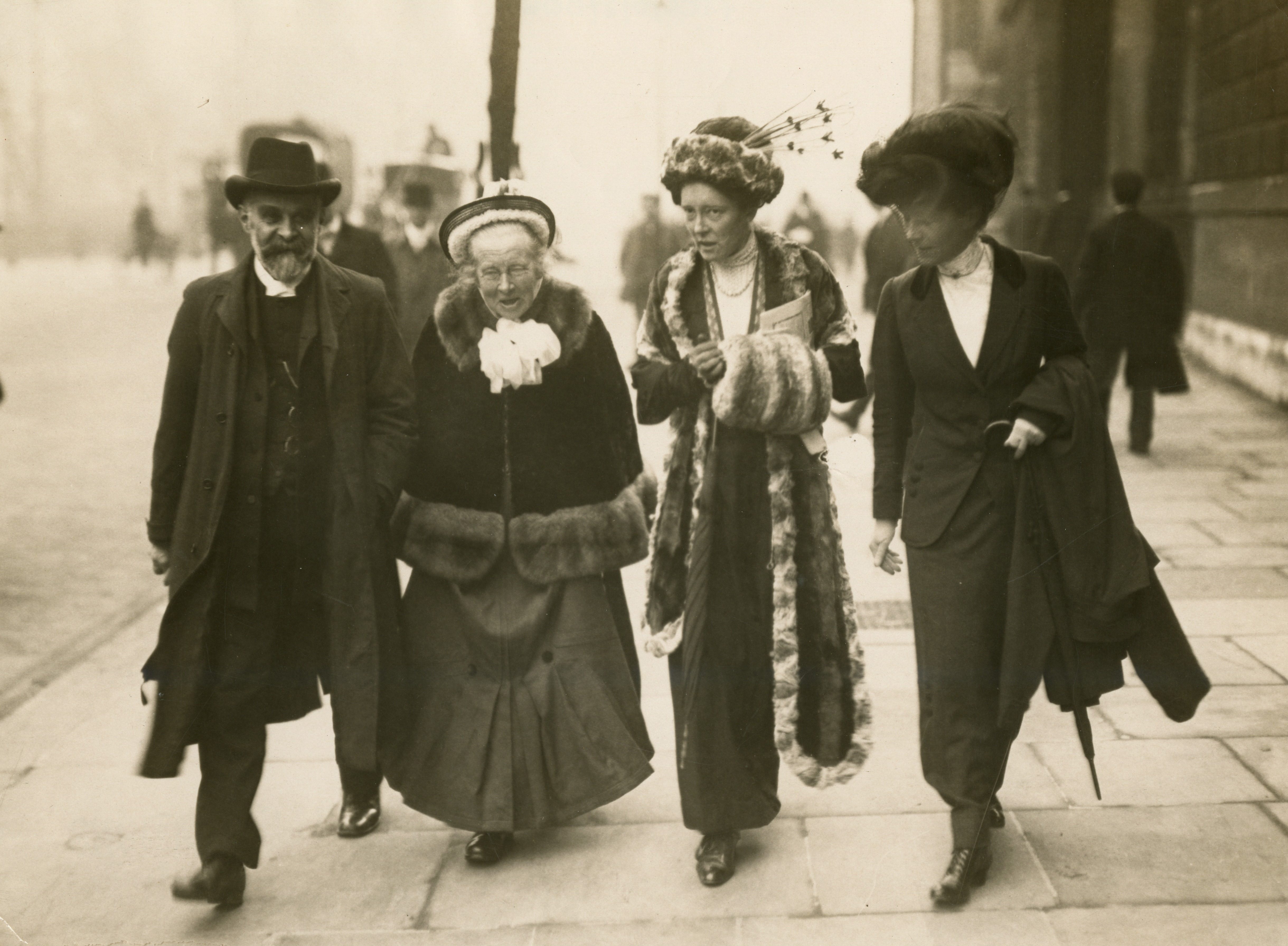
إليزابيث جاريت أندرسون ولويزا جاريت أندرسون وألفريد كالديكوت وآخرون في عام 1910 في اليوم الذي ذهبوا فيه لمقابلة رئيس الوزراء

منذ عام 1903م، أصبحت لويزا ناشطة في المنظمات التابعة لـ الاتحاد الوطني لحق المرأة في الاقتراع، والتي دعت إلى الحصول على حقوق التصويت من خلال الوسائل السلمية. بعد سلسلة من الإحباطات، في عام 1907م، أصبحت عضوةً نشطةً في الاتحاد الاجتماعي والسياسي للمرأة الأكثر راديكالية.  في 18 نوفمبر 1910م، انضمت أندرسون إلى والدتها، إيميلين بانكهورست، وألفريد كالديكوت، وهيرتا أيرتون ، والسيدة إلمي، وهيلدا براكينبيري، والأميرة صوفيا دوليب سينغ ، و 300 امرأة لتقديم التماس إلى رئيس الوزراء أسكويث للحصول على حقوق التصويت.  أصبح الاحتجاج معروفًا باسم الجمعة السوداء، بسبب العنف والاعتداء الجنسي الذي واجهته المتظاهرات من الشرطة والمارة الذكور.  ألقي القبض على أكثر من مائة امرأة، بما فيهن لويزا، ولكن أطلَق سراحهن جميعًا لاحقًا دون توجيه تهم إليهن.  في عام 1912م، سُجنت لويزا في هولواي لفترة وجيزة بسبب مظاهراتها لحق المرأة في التصويت بعد أن حطمت نافذة برمي حجر أثناء المظاهرة. في عام 1914م، انضمت أندرسون إلى آغنيس هاربن ومجموعة أخرى من الرجال والنسايء  لبدء حركة متحدو حق الاقتراع التي نمت لتصبح لها فروع في لندن وليفربول وادنبره وغلاسكو.  

## الممارسة الطبية - الحرب العالمية الأولى
عندما اندلعت الحرب العالمية الأولى، أسست أندرسون وفلورا موراي فيلق مستشفى النساء (WHC) ، وجندت النساء للعمل فيه.  اعتقادًا منهم أن مكتب الحرب البريطاني سيرفض عرضهم للمساعدة، ومعرفتهم أن الفرنسيين بحاجة إلى مساعدة طبية، عرضوا مساعدتهم على الصليب الأحمر الفرنسي.  قبل الفرنسيون عرضهم وقدموا لهم مساحة فندق تم بناؤه حديثًا في باريس ليكون مستشفاهم.  عينت موراي كبيرة الأطباء وأصبحت أندرسون كبيرة الجراحين. 
ذكرت موراي في مذكراتها أن ممثلي مكتب الحرب البريطاني اندهشوا عندما وجدوا مستشفى تديره نساء بريطانيات بنجاح، وسرعان ما تم التعامل مع المستشفى كمستشفى بريطاني إضافي وليس مستشفى فرنسي.  بالإضافة إلى المستشفى في باريس، أدار فيلق مستشفى النساء أيضًا مستشفى عسكريًا آخر في ويميرو . 
في يناير 1915م، بدأ نقل الجرحى إلى إنجلترا لتلقي العلاج. دعا مكتب الحرب موراي وأندرسون للعودة إلى لندن لإدارة مستشفى كبير، مستشفى إندل ستريت العسكري (ESMH) ، تحت إشراف الفيلق الطبي للجيش الملكي . عالج مستشفى إندل ستريت ما يقرب من 50000 جندي بين مايو 1915م وسبتمبر 1919م حيث تم إغلاقه. 
في مستشفى إندل، طورت أندرسون مع أخصائية علم الأمراض بالمستشفى، هيلين تشامبرز، طريقة جديدة لعلاج الجروح الموبوءة، باستخدام مرهم مطهر يسمى BIPP (البزموت، اليودوفورم، ومعجون البارافين). اخترع هذا المرهم جيمس رذرفورد موريسون . بعد نتائج إيجابية من بعض الاختبارات الأولية التي أجرتها أندرسون، طلب موريسون منها ومن تشامبرز إجراء تجربة أوسع للمرهم، في عام 1916م. نشر أندرسون دراسات للحالات في The Lancet، وخلصت إلى أن هذه الطريقة خففت آلام المرضى وكانت أفضل من طريقة كارل ديكن، التي تعتمد على مطهر أكثر قوة ولكن فعاليته تعتمد على تكرار الاستخدام. نظرًا لأنه يمكن ترك الضمادات لفترة أطول مع المرهم الجديد، فقد قللت طريقة أندرسون من الوقت المنقضي في تغيير الضمادات بنسبة تصل إلى 80٪.  تم اعتماد مرهم BIPP على نطاق واسع من قبل الجراحين لبقية الحرب، على الرغم من أن الآراء بين الأطباء ظلت منقسمة حول أفضل طريقة لعلاج الجروح. على الرغم من الجدل المستمر، فقد استخدم BIPP أيضًا في الحرب العالمية الثانية ولا يزال قيد الاستخدام اليوم في إجراءات الأذن والأنف والحنجرة والوجه والفكين وجراحة الأعصاب. 

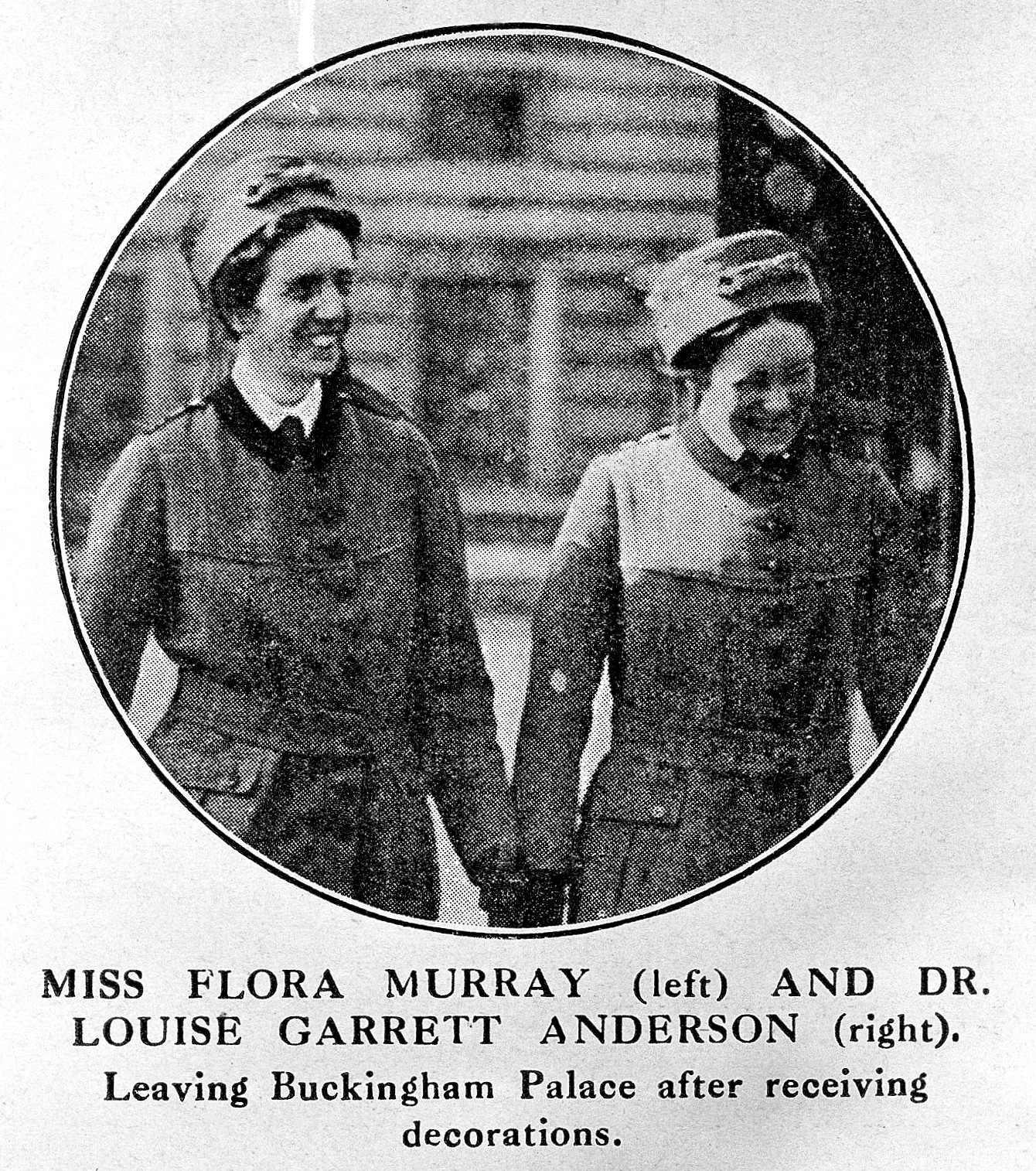
فلورا موراي (يسار) ولويزا غاريت أندرسون (يمين) يغادران قصر باكنغهام بعد تلقي الأوسمة

## الجوائز
قُلّدت كل من موراي وأندرسون أوسمة الإمبراطورية البريطانية كقائدات (CBE) في أغسطس 1917م، حيث كن من المجموعة الأولى التي حصلت على هذا التكريم. 

## الوفاة
توفيت أندرسون في برايتون وحُرقت جثتها. نُثر رمادها فوق ساوث داونز . أُحيت ذكراها على شاهد قبر زميلتها ورفيقة عمرها موراي، بالقرب من المنزل الذي عشن فيه سويًا في بين، باكينجهامشير . يقول النقش:  
إلى حب الرفاق وفي ذكرى

 فلورا موراي
حائزة الوسام البريطاني، طبيبة، شهادة بكالوريوس من دورهام، شهادة دكتوراه من كامبريدج
ابنة كوم جون موراي، ممرضة مسجلة
مورايثويت، دومفريسشاير
من مواليد 8 مايو 1869م
توفيت في 26 يوليو 1923م
قادت المستشفى العسكري إندال ستريت لندن برتبة المقدم 1915-1919م
أعطاها الله القوة لكي تقود، وتشفق، وتشفي
وصديقتها
لويزا غاريت أندرسون
طبيبة، حائزة الوسام البريطاني، كبيرة الجراحين في مستشفى النساء 1914-1919م
ابنة جيمس جورج سكيلتون أندرسون وإليزابيث غاريت أندرسون من الديبرغ، سوفولك.
من مواليد 28 يوليو 1873م
توفيت في 15 نوفمبر 1943م

 لقد كنا سعداء

## الأرشيف
أرشيف لويزا جاريت أندرسون محفوظ في مكتبة المرأة بمكتبة مدرسة لندن للاقتصاد ، المرجع. 7LGA].  

## تكريمها بعد وفاتها
نُقش اسم وصورة أندرسون (وتلك الخاصة بـ 58 امرأة أخرى من مؤيدي حق الاقتراع) على قاعدة تمثال ميليسنت فوسيت في ساحة البرلمان، لندن، الذي كُشف عنه النقاب في عام 2018م.   